# Документарна форма цінного паперу
Документа́рна фо́рма ці́нного папе́ру — форма існування цінного паперу, за якої передбачається видача паперового документу.

## Загальне поняття
Не дивлячись на те, що в назві цінних паперів існує слово "папери", проте в паперовій формі цінні папери існують не завжди. Досить часто емісійні цінні папери видаються у бездокументарній формі. При цьому виготовлення будь-якого документу не є обов'язковим.
У випадку, якщо відповідно до законодавства або умов розміщення цінний папір існує у документарній формі, то обов'язково виготовляється документ встановленої форми, що підтверджує права власності на цінний папір (або пакет цінних паперів).
Виготовлення та загальна форма документарного цінного паперу залежать від того, чи є цей папір емісійним чи неемісійним:
- емісійні цінні папери виготовляються виключно шляхом видачі сертифікату цінного паперу,
- неемесійні цінні папери виготовляються виключно шляхом друку встановлених реквізитів.

Діяльність з виготовлення бланків цінних паперів підлягає ліцензуванню.

## Документарна форма емісійного цінного паперу
Документарна форма емісійного цінного паперу — це сертифікат цінних паперів, що містить реквізити відповідного виду цінних паперів певної емісії, дані про кількість цінних паперів та засвідчує сукупність прав, наданих цими цінними паперами.
Це означає, що документ із назвою "Акція", "Облігація" не існує, замість цього у власника є документ із назвою "Сертифікат Акцій", "Сертифікат Облігацій" тощо. Використання сертифікатів дозволяє уникнути великої кількості однакових документів, замінивши їх одним сертифікатом із зазначенням кількості належних цінних паперів. Наприклад, якщо власнику належить 100 акцій, то замість ста однакових документів із назвою "Акція" видається один із назвою "Сертифікат Акцій", де зазначається кількість належних власнику цінних паперів — 100 акцій.
Сертифікат цінного паперу не є цінним папером.
Для сертифікатів іменних цінних паперів використовується папір з простими водяними знаками формату А5 (210х148 мм) без купонного листа, А4 (297х210 мм) без купонного листа або з 
купонним листом, А3 (420х297 мм) з купонним листом. Папір повинен мати щільність 100 г/кв.м та містити не менше 25% волокон бавовни, залежно від передбачуваних виду та терміну дії цінного папера.

## Документарна форма неемісійного цінного паперу
Неемісійні цінні папери завжди існують у документарній формі та як правило виготовляються на відповідному бланку шляхом його заповнення або шляхом друку на папері відповідного рівня захисту всіх реквізитів.
В Україні спеціальні бланки для заповнення затверджені для таких цінних паперів:
- вексель[3],
- заставна (цінний папір)[4].

## Виноски
1. ↑  Перелік бланків цінних паперів, документів суворої звітності, господарська діяльність з виготовлення яких підлягає ліцензуванню. Архів оригіналу за 23 січня 2022. Процитовано 17 березня 2022.
2. ↑  Положення про вимоги до сертифікатів цінних паперів документарної форми існування. Архів оригіналу за 24 лютого 2022. Процитовано 24 вересня 2013.
3. ↑  Правила виготовлення  і використання вексельних бланків. Архів оригіналу за 24 лютого 2022. Процитовано 17 березня 2022.
4. ↑  Положення про вимоги до стандартної (типової) форми бланка заставної. Архів оригіналу за 23 січня 2022. Процитовано 24 вересня 2013.